# Śmieszkowo (województwo lubuskie)
Śmieszkowo (niem. Lache) – wieś w Polsce położona w województwie lubuskim, w powiecie wschowskim, w gminie Sława.

## Historia
Miejscowość pierwotnie związana była z Wielkopolską. Pierwsza znana wzmianka o Śmieszkowie pochodzi dopiero z roku 1600. Wieś założona została jako kolonia pod koniec XVI wieku przez biskupa poznańskiego oraz sekretarza wielkiego koronnego Andrzeja Opalińskiego. Jeszcze w 1663 Śmieszkowo nazywano nową osadą i odnotowano ją we fragmencie zapisanym po łacinie "novas colonias Smieszkowo et Potrzebowo locare".
W 1619 w czasie wizytacji po raz pierwszy wspomniany został miejscowy kościół. Pozostawał on wtedy pod zarządem plebana z Lginia.
W latach 1975–1998 miejscowość położona była w województwie zielonogórskim.

## Zabytki
Do wojewódzkiego rejestru zabytków wpisana jest:
- kapliczka przydrożna, z XIX wieku

inne zabytki:
- kościół z XVIII wieku.